# I Wish I Didn’t Love You So
I Wish I Didn’t Love You So ist ein Song von Frank Loesser (Musik und Text), der 1947 veröffentlicht wurde.
Loesser schrieb den Song für den Paramount-Film Pauline, laß das Küssen sein (Originaltitel: The Perils of Pauline, 1947, Regie: George Marshall), mit Betty Hutton und John Lund in den Hauptrollen. Der Song wird von Betty Hutton vorgestellt, begleitet vom Joe Lilley Orchestra. Die Schallplatte erschien auf Capitol #409. I Wish I Didn’t Love You So erhielt 1948 eine Oscar-Nominierung in der Kategorie Bester Song.
Sinngemäß lauten die ersten Zeilen der Ballade: „Ich wünschte, ich würde dich nicht so sehr lieben und meine Liebe zu dir wäre schon vor Jahren verklungen. Ich wünschte, ich sehnte mich nicht nach deinen Küssen, warum nur quälen mich deine Küsse so lang.“
Bereits 1947 kamen Betty Hutton, Dick Haymes (Decca 23977) und Vaughn Monroe (RCA 20-2294) mit ihren Versionen in die Billboard-Charts.
In den folgenden Jahren entstanden zahlreiche Coverversionen im Bereich des Jazz und der populären Musik, u. a. von Dinah Shore (Columbia 37506), Frank Sinatra, Tex Beneke, Eddy Arnold and His Tennessee Piowboys (Victor 20-2332), Mel Carter (Imperial 66148), Harry James, Raymond Scott, Red Nichols, Hazel Scott, Tony Perkins, The Four Freshmen, Dinah Washington, Etta Jones, Peggy Lee/Quincy Jones, Jimmy Scott,  Nancy Wilson und George Chisholm, in späteren Jahren wurde der Song auch von Shirley Horn, k.d. lang, Chris Connor, Rebecca Kilgore, Steven Pasquale und Oli P. feat. Tina Frank interpretiert. Der Diskograf Tom Lord listet 27 Versionen des Songs.